# Heinrich Perisutti (Bauingenieur)
Heinrich Karl Perisutti (* 19. April 1904 in Vordernberg; † 1981 in Innsbruck) war ein österreichischer Bauingenieur und Hochschullehrer.

## Leben
Heinrich Perisutti studierte ab 1923 an der TU Graz und spondierte 1929 zum Diplomingenieur. Von 1929 bis 1936 war er als Zivilingenieur beim Büro Schachermayr und Sing in Linz sowie bei Zivilingenieur Koller in Grein tätig. 1936 floh er als politischer Leiter der illegalen NSDAP nach Deutschland und arbeitete zwei Jahre lang beim Preußischen Neubauamt in Meppen. Nach dem Anschluss Österreichs kehrte er nach Österreich zurück und arbeitete bei der Hochbauabteilung der Landeshauptmannschaft in Linz. Ab 1940 war er Regierungsbaurat und Vorstand des Reichsbauamtes Steyr, zusätzlich leitete er ab 1942 das Reichsbauamt Gmunden. Von 1943 bis 1945 war er Hochschullehrer an der Technischen Hochschule Linz. Ab November 1944 war Perisutti Bauleiter der Einsatzgruppe VI in der Bereichsbauleitung der Organisation Todt.
1945 wurde Perisutti als „Alter Kämpfer“ aus dem Staatsdienst entlassen. Von 1948 bis 1970 war er Oberingenieur und Prokurist der Firma Wayß-Freitag-Simplexbau in Innsbruck. Er verstarb 1981 mit 77 Jahren in Innsbruck.